# Good Night Oppy
Good Night Oppy es una película documental estadounidense de 2022 dirigida por Ryan White. 

## Premisa
La inspiradora historia real del veterano vehículo interplanetario Opportunity, apodado Oppy, un astromóvil marciano que originalmente se esperaba que viviera solo 90 soles, pero finalmente exploró Marte durante casi 15 años.

## Producción
En marzo de 2021, se anunció que Amazon Studios, Film 45, Amblin Television y Tripod Media estaban coproduciendo Good Night Oppy una película sobre el rover de exploración de Marte Opportunity.

## Estreno
Tuvo su estreno mundial en el Festival de Cine de Telluride el 3 de septiembre de 2022. Está programado para ser estrenada en un lanzamiento limitado el 4 de noviembre de 2022 por Amazon Studios, antes de su transmisión en Prime Video el 23 de noviembre de 2022.